# Валар Дохаэрис
«Валар Дохаэрис» (англ. Valar Dohaeris) — премьера третьего сезона фэнтезийного телесериала канала HBO «Игра престолов», и 21-й эпизод в сериале. Сценарий написали Дэвид Бениофф и Д. Б. Уайсс, режиссёром стал Дэниель Минахан. Премьера состоялась 31 марта 2013 года.
Премьера продолжается с того места, где второй сезон закончился, с закреплением власти Ланнистеров в Королевской Гавани и последствиями Битвы при Черноводной. Тем временем, Джон Сноу встречается с «Королём за Стеной», а Дейенерис уходит из Кварта в Залив работорговцев.
Название эпизода переводится как «все люди должны служить» с Высокого Валирийского языка в романах Джорджа Р. Р. Мартина «Песнь Льда и Огня», по которым снимается сериал. Заголовок отображает финал второго сезона, «Валар Моргулис» — «все люди должны умереть.»
Эпизод в основном получил положительные отзывы, установив новый рекорд для сериала, и стал одним из самых пиратских эпизодов сериала HBO.

## Сюжет

### За Стеной
Эпизод начинается с того момента, как Белые ходоки атаковали силы Ночного Дозора и оставили лишь небольшое количество выживших. Во время начавшейся метели на Сэмвелла Тарли (Джон Брэдли) нападает упырь, но его спасают лютоволк Призрак и лорд-командующий Джиор Мормонт (Джеймс Космо). Лорд-командующий делает выговор Сэмвеллу за невыполнение приказа отправить воронов на юг, чтобы предупредить о прибывающей армии, и приказывает выжившим вернуться обратно на Стену.
Джон Сноу (Кит Харингтон), всё ещё являясь пленником Игритт (Роуз Лесли) и одичалых, прибывает в их лагерь. Его проводят к Мансу Налётчику (Киаран Хайндс). Сначала Джон ошибочно принимает Тормунда Великанью смерть (Кристофер Хивью) за Короля-за-Стеной, но вскоре Манс представляет себя Джону. Манс расспрашивает Джона о мотивах его дезертирства из Ночного Дозора. Джон рассказывает о своем ужасе и отвращении, когда увидел, что Крастер отдавал своих сыновей-младенцев Белым Ходокам, а лорд-командующий знал об этом, но ничего не делал. Рассказ получает одобрение Манса.

### В Королевской Гавани
Недавно посвящённый в рыцари сир Бронн (Джером Флинн) согласился вновь служить Тириону Ланнистеру (Питер Динклэйдж), но за более высокую плату. Тирион, получивший шрам в Битве при Черноводной, проводит время в затворничестве с тех пор, как прибыл его отец Тайвин, получивший всю славу за победу над армией Станниса. Сестра Тириона, Серсея (Лина Хиди), навещает его и пытается выведать о том, что он собирается рассказать отцу. Когда Тирион встречается с Тайвином (Чарльз Дэнс), который назначен Десницей Короля, тот нехотя признаёт заслугу сына в прошедшей битве. Однако лорд отказывается удовлетворить просьбу Тириона назвать его наследником родового замка Ланнистеров Утёса Кастерли, попутно оскорбляя его.
Петир Бейлиш (Эйдан Гиллен) сообщает Сансе (Софи Тёрнер), находящейся в компании Шаи (Сибель Кекилли), что для переговоров о поручении вынужден покинуть Королевскую Гавань на корабле. Он предлагает Сансе бежать с ним, если Санса сохранит в тайне его планы. Рос (Эсме Бьянко) осторожно предупреждает Шаю, что нужно присматривать за благополучием Сансы, особенно когда рядом с ней лорд Бейлиш.
Король Джоффри Баратеон (Джек Глисон) и его невеста леди Маргери Тирелл (Натали Дормер) путешествуют через Блошиный Конец, где леди останавливается, выходит из своих носилок и идёт в детский дом, чтобы утешить детей. Джоффри тем временем скрывается в своих носилках за закрытыми окнами. За ужином с Серсеей и Тиреллами Джоффри обменивается скрытыми оскорблениями со своей матерью.

### В Черноводном заливе и на Драконьем Камне
Давос Сиворт (Лиам Каннингем) выброшен на скалу в Черноводном заливе, после того как его корабль был уничтожен во время сражения. Его подбирает корабль его друга и пирата Салладора Саана (Лусиан Мсамати). Давос рассказывает ему, как видел гибель собственного сына Маттоса. Салладор говорит Давосу, что Станнис Баратеон (Стивен Диллэйн) находится в уединении на Драконьем Камне, Мелисандра (Кэрис ван Хаутен) заживо сжигает людей в его замке, она единственная, с кем Станнис общается. Давос уговаривает Салладора высадить его там, намереваясь убить Мелисандру. Давос получает аудиенцию со Станнисом, он шокирован тем, что его король и друг безразличен к его спасению и отказывается отсылать от себя Мелисандру. Мелисандра высказывает Давосу, что это он виноват в поражении в битве, поскольку убедил лорда не брать её с собой и тем самым предотвратил использование магии Мелисандры, которая могла повлиять на исход битвы. Когда она упоминает его сына, Давос теряет самообладание и пытается напасть на неё, но стража удерживает его, и Станнис приказывает бросить его в подземелье.

### В Харренхоле
Робб Старк (Ричард Мэдден) прибыл в Харренхол, желая сразиться с войсками Ланнистеров. Однако замок уже покинут Григором Клиганом, под конец перебившим всех заключённых. Лорд Русе Болтон (Майкл Макэлхаттон) сочувствует всё ещё скорбящему лорду Рикарду Карстарку (Джон Стал), который выражает своё разочарование тем, что Кейтилин Старк (Мишель Фэйрли) отпустила Джейме Ланнистера. Болтон уверяет Карстарка в том, что Джейме скоро найдут, так как за ним следует его лучший охотник. Среди убитых тел Робб обнаруживает выжившего мужчину по имени Квиберн (Антон Лессер).

### За Узким морем
Драконы выросли с прошлого сезона. Дейенерис Таргариен (Эмилия Кларк) прибывает в Астапор в Заливе работорговцев и рассчитывает на покупку солдат-рабов, Безупречных. Ей и сиру Джораху Мормонту (Иэн Глен) с жестокостью демонстрируют их силу духа. Дейнерис потрясена, услышав об ужасных тренировках, через которые они проходят. Во время прогулки по территории близлежащего рынка, колдун, замаскированный под маленькую девочку, пытается убить Дейенерис с помощью мантикоры. Его останавливает скрытый плащом Барристан Селми (Иэн Макэлхинни), бывший член Королевской гвардии, который служил её отцу. Барристан клянется ей в верности.

## Производство

### Сценарий
Сценарий к эпизоду был написан шоураннерами Дэвидом Бениоффом и Д. Б. Уайссом. Он в основном был основан на первых главах «Бури мечей», третьем романе Джорджа Р. Р. Мартина из серии «Песнь Льда и Огня». В частности, он адаптирует материал из глав Сэмвелл I, Джон I, Давос I, Давос II, Тирион I, Дейенерис I, Давос III и Дейенерис II из «Бури мечей» и Дейенерис IV из «Битвы королей».
Некоторые из поворотов, которые открывают третью книгу, были использованы в финале последнего сезона (в основном брак Робба и нападение Белых ходоков на Ночной Дозор). И наоборот, Барристан Селми, спасающий Дейенерис, был одолжен из её последней главы второй книги, «Битвы королей».

### Кастинг
«Валар Дохаэрис» впервые представляет ирландского актёра Киарана Хайндса в роли вождя одичалых и дезертира из Ночного Дозора Манса Налётчика. Продюсеры объяснили, что выбор актёра на роль Манса был настоящим вызовом, потому что он был тем, кто стал «Королём за Стеной» не по праву рождения, а по убеждению всех племён объединиться под его командованием. Они должны были найти актёра с харизмой, необходимой для роли. Необычайно для такого производства как «Игра престолов», первая сцена, где Хайндс снялся, была первой, где его персонаж появляется: знакомство с Джоном Сноу в его шатре.
Премьера сезона также подчёркивает первое появление приглашённых актёров Кристофера Хивью в роли Тормунда Великаньей смерти, Натали Эммануэль в роли рабыни Миссандеи и Антона Лессера в роли раненого заключённого Квиберна. Три актёра были объявлены на San Diego Comic-Con в июле 2012 года.
После отсутствия в течение всего второго сезона, Иэн Макэлхинни возвращается в роли сира Барристана Селми. Актёр Иэн Уайт, ранее игравший Белого ходока в первого сезона и ставший новым актёром, сыгравшего огромного сира Григора Клигана во втором сезоне, появляется в роли великана, показанного в лагере одичалых.

### Валирийский язык
Дэвиду Дж. Питерсону, который создал дотракийский язык для первого сезона сериала, продюсеры доверили спроектировать новый искусственный язык, чтобы изобразить валирийский язык, язык павшей Валирийской Империи. После погружения самого себя в вымышленный мир, Питерсон завершил разработку двух языков: Высокого Валирийского, старой формы, на которой говорили в разгар Империи, и разнообразие Низкого Валирийского в Заливе работорговцев, креолизованную версию, на которой говорят на местных диалектах вокруг Залива работорговцев. Отношение между двумя языками будет похожим по отношению между классической латынью и вульгарной латынью.
Для перевода предложения на Низкий Валирийский, на котором говорят Кразнис мо Наклоз и Миссандея в течение эпизода, Питерсон сначала написал их на Высоком Валирийском, а затем внёс в серии фонологические, семантические и грамматические изменения в тексте.

### Места съёмок

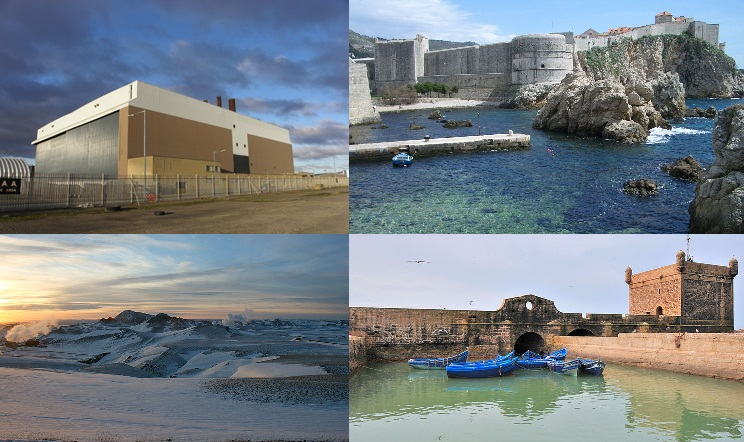
Эпизод использовал места съёмок в четырёх разных странах: The Paint Hall в Белфасте, городские стены Дубровника, Миватн и Виндербелгьярфьёлл, и Старая крепость в Эс-Сувейре.

Производство продолжило использовать студии The Paint Hall в Белфасте для большинства внутренних съёмок. Сцена с Дейенерис на море была снята на Linen Mill & Television Studios в Банбридже, используя тот же самый корабль, построенный для прибытия Теона на Пайк и использованный как флагман Станниса во втором сезоне. Пляж Даунхилл Стрэнд вернулся в роли острова Драконий Камень.
Старый город Дубровник был снова использован для наружных съёмок столицы, Королевской Гавани. Тириона и Бронна можно увидеть ходящими на знаменитых городских стенах, а сцена, где лорд Бейлиш навещает Сансу у причалов, была снята в старом порту между Фортом Лоуренс и воротами Пила.
Также, как и в предыдущем сезоне, сцены за Стеной были сняты в Исландии. Лагерь одичалых был построен на новых местах съёмок, на лавовом поле у озера Миватн, в нескольких часах от города Акюрейри. Построение лагеря заняло несколько месяцев работы в художественном отделе и недели строительства местной команды. Хотя наружные сцены в Исландии были сняты при температуре минус 11 градусов по Цельсию, интерьеры шатра Манса были сняты в одном из павильонов Paint Hall. Огни, горящие внутри шатра, делали декорации очень жаркими, и актёры страдали от жары, нося тяжёлые меха, предназначенные для арктического климата.
Чтобы изобразить рабовладельческий город Астапор, производство использовало марокканский город Эс-Сувейра. Безупречные были представлены в городских валах Skala de la Ville, морского бастиона 18-го века, который проходит вдоль северных скал, и в течение заключительной сцены, когда Барристан раскрывает свою личность, можно ясно увидеть построенную генуэзцами цитадель возле гавани.

### Посвящение
Эпизод был посвящён памяти оператора Мартина Кензи, который работал в отделе операторов и умер от рака, пока третий сезон снимали 16 июля 2012 года.

## Реакция

### Рейтинги
Во время первого показа, «Валар Дохаэрис» посмотрели 4.4 миллионов зрителей; в целом собрав 6.7 миллионов зрителей, включая второй показ.

### Реакция критиков
В предварительном обзоре для The Daily Beast, Джейс Лейкоб написал, что премьере сезона не хватает «энергии и интенсивности, но обеспечивает необходимую основу», и что этот сезон, как и роман, на котором основан, «берёт немного, чтобы продолжить».

### Награды
Эпизод получил две номинации на премию «Эмми» на 65-й церемонии вручения премии за лучшую работу художника-постановщика и за лучший грим и выиграл за лучшие визуальные эффекты.

#### Награды и номинации
| Год  | Награда                                      | Категория                                                         | Номинант(ы) | Результат |
| ---- | -------------------------------------------- | ----------------------------------------------------------------- | --- | --------- |
| 2013 | Прайм-тайм премия «Эмми»                     | Лучшая работа в художника в сериале                               | Джемма Джексон, Фрэнк Уолш и Тина Джонс                                                                                                   | Номинация |
| 2013 | Прайм-тайм премия «Эмми»                     | Лучший сложный грим в сериале, мини-сериале, фильме или программе | Пол Энгелен, Конор О’Салливан и Роб Трентон                                                                                               | Номинация |
| 2013 | Прайм-тайм премия «Эмми»                     | Лучшие специальные визуальные эффекты                             | Даг Кэмпбелл, Рэйнер Гомбос, Джури Станоссек, Свен Мартин, Стив Куллбак, Ян Фидлер, Крис Стеннер, Тобиас Манневиц, Тило Юэрс и Адам Чазен | Победа    |
| 2013 | Hollywood Post Alliance Awards               | Лучшие визуальные эффекты — телевидение                           | Джо Бауэр, Джаббар Райсани, Йорн Гроссханс, Свен Мартин и Даг Кэмпбелл                                                                    | Победа    |
| 2014 | Премия отличия ADG в работе художника        | Одно-часовой сериал                                               | Джемма Джексон | Победа    |
| 2014 | Американское общество кинооператоров         | Одно-часовой эпизодный телесериал                                 | Джонатан Фримен | Победа    |
| 2014 | Общество специалистов по визуальным эффектам | Лучшие визуальные эффекты                                         | Стив Куллбак, Джо Бауэр, Йорн Гроссханс, Свен Мартин                                                                                      | Победа    |